# Phytoecia luteovittigera
Phytoecia luteovittigera là một loài bọ cánh cứng trong họ Cerambycidae.